# Ланглуа, Анабель
Анабе́ль Ланглуа́ (фр. Anabelle Langlois; род. 21 июля 1981, Grand-Mère, Квебек) — канадская фигуристка, выступавшая в парном катании. С партнёром Коди Хэем они чемпионы Канады 2008 года. С предыдущим партнёром, {{iw|Аршетто, Патрис|Патрисом Аршетто|en|Patrice Archetto}] они завоёвывали серебряные медали чемпионата четырёх континентов в 2002 году.

## Карьера
До 2005 года Ланглуа довольно успешно выступала в паре с Патрисом Аршеттом. Они пять лет подряд занимали призовые места чемпионатов Канады, дважды выходили в финал серии Гран-при, а в 2002 году приняли участие в Олимпийских играх (были там 12-ми).
После распада пары в 2005 году Анабель начала выступать с Коди Хэем. В 2006 году, пара была вынуждена сняться с этапа Гран-при в Москве из-за того что авиакомпания потеряла багаж Ланглуа с её коньками.
В 2008 году Ланглуа и Хэй выиграли титул чемпионов Канады. Сезон 2008—2009 фигуристы полностью пропускали из-за серьёзной травмы у Анабель. Вернувшись на лёд, они завоевали серебряные медали национального первенства и вошли в сборную Канады на Олимпийские игры в Ванкувере, где заняли 9-е место. На последовавшем чемпионате мира стали 10-ми.
По окончании сезона Анабель решила завершить любительскую спортивную карьеру. Осенью 2010 года она приняла участие во втором сезоне телешоу «Battle of the Blades» канадского канала CBC Television, где составила пару с хоккеистом Жоржем Лораком.
Вместе с мужем Коди Хэем работает тренером по фигурному катанию.

## Личная жизнь
В мае 2012 года Анабель вышла замуж за своего бывшего партнёра Коди Хэя.

## Спортивные достижения
(с К.Хэем)
| Соревнования                   | 2005—2006 | 2006—2007 | 2007—2008 | 2009—2010 |
| ------------------------------ | --------- | --------- | --------- | --------- |
| Зимние Олимпийские игры        |           |           |           | 9         |
| Чемпионаты мира                |           | 10        | 8         | 10        |
| Чемпионаты Четырёх континентов | 6         | 7         |           |           |
| Чемпионаты Канады              | 4         | 3         | 1         | 2         |
| Skate Canada                   | 4         |           | 4         | 4         |
| NHK Trophy                     |           |           | 5         |           |
| Cup of Russia                  |           | WD        |           |           |
| Skate America                  |           | 4         |           |           |
| Nebelhorn Trophy               |           |           |           | 3         |
| Мемориал Карла Шефера          | 2         |           |           |           |

- WD = снялись с соревнований
- Ланглуа и Хэй не участвовали в соревнованиях сезона 2008—2009.

(с П.Аршетто)
| Соервнования                   | 1997—1998 | 1998—1999 | 1999—2000 | 2000—2001 | 2001—2002 | 2002—2003 | 2003—2004 | 2004—2005 |
| ------------------------------ | --------- | --------- | --------- | --------- | --------- | --------- | --------- | --------- |
| Зимние Олимпийские игры        |           |           |           |           | 12        |           |           |           |
| Чемпионаты мира                |           |           |           |           | 10        | 5         | 8         |           |
| Чемпионаты Четырёх континентов |           |           |           | 6         | 2         | 4         | 5         |           |
| Чемпионаты Канады              | WD        | 9         | 6         | 3         | 3         | 2         | 2         | 3         |
| Финалы Гран-при                |           |           |           |           |           | 6         | 4         |           |
| Skate Canada                   |           |           |           |           | 3         | 3         | 4         | 4         |
| NHK Trophy                     |           |           |           |           | WD        | 3         | 2         |           |
| Trophee Eric Bompard           |           |           |           |           |           |           | 4         | WD        |
| Skate America                  |           |           |           |           |           | 2         |           |           |

- WD = снялись с соревнований